# Алвињанело (Казерта)
Алвињанело је насеље у Италији у округу Казерта, региону Кампанија.
Према процени из 2011. у насељу је живело 265 становника. Насеље се налази на надморској висини од 57 м.